# 斉藤詠一
斉藤 詠一（さいとう えいいち、1973年 -）は、日本の推理作家。東京都出身。

## 略歴
千葉大学理学部物理学科卒業。大学在学中の頃より執筆を初め、5度目の応募である2018年に「到達不能極」で第64回江戸川乱歩賞を受賞。受賞時の名義は「齋藤詠月」。

## 作品リスト

### 小説
- 到達不能極（2018年9月、講談社、ISBN 978-4-06-513060-5/ 2020年12月、講談社文庫）
- クメールの瞳（2021年3月、講談社、ISBN 978-4-06-522772-5/ 2023年6月、講談社文庫）
- レーテーの大河（2022年5月、講談社、ISBN 978-4-06-527542-9/ 2024年7月、講談社文庫）
- 一千億のif（2022年9月、祥伝社、ISBN 978-4-396-63632-6）
- 環境省武装機動隊EDRA（2023年6月、実業之日本社、ISBN 978-4-408-53835-8）
- パスファインダー・カイト（2023年7月、角川春樹事務所、ISBN 978-4758445740、ハルキ文庫）
- 俺が恋した千年少女（2025年2月、双葉社、ISBN 978-4575248005）

### 連載
- 俺が恋した千年少女（双葉社『小説推理』2024年3月号 - 8月号）